# Хорев (пьеса)
Хорев — трагедия Александра Сумарокова, написанная в 1747 году; драматургический дебют писателя и первая трагедия в русской литературе. По-видимому, своему произведению Сумароков придавал программный характер: одновременно была опубликована его концептуальная «Эпистола о стихотворстве».

## Содержание и литературные особенности
«Хорев», как и все последующие восемь трагедий Сумарокова, базируется на жанровых и мировоззренческих канонах французского классицизма. Исследователь русской литературы первой половины XIX века В. Э. Вацуро называл трагедию Корнеля «Цинна, или Милосердие правителя» (1639) «прямым источником сумароковского «Хорева».
Конфликтная ситуация, положенная в основу пьесы, двойственна, сочетая любовную линию с политической. В соответствии с философскими установками Просвещения, Сумароков считал человеческую природу исторически неизменной и полагал, что во все времена люди думали и чувствовали одинаково. Историческая подоплёка событий поэтому была несущественна. Драматург концентрировался на борьбе идей, столкновении между разумом человека и его чувствами, между его обязанностями перед государством и личными влечениями.
Оснельда, дочь низложенного и лишённого власти киевского князя Завлоха, находится в плену у победителя, нового князя Кия. Оснельда любит брата и наследника Кия, Хорева, и любима им. Её отец, Завлох, стоит под стенами Киева с войском и требует освобождения дочери, не претендуя на отнятый у него престол. Кий подозревает Завлоха в покушении на власть и заставляет Хорева, своего полководца, выступить против него с войском. Таким образом, Хорев оказывается в классическом безвыходном положении: он не должен ослушаться своего брата и властителя, и в то же время не может причинить ущерба отцу своей возлюбленной: чувство долга и любовь вступают в конфликтные отношения.
Безвыходная ситуация удваивается, когда Оснельда просит у отца разрешения на брак с Хоревом: Завлох запрещает дочери любить Хорева, и теперь она должна повиноваться своему отцу, но это значит, что ей нужно отказаться от своих чувств. Так формируется дублирующая линия конфликта между индивидуальным чувством и общественным долгом. Третий узел конфликта связан с Кием: как монарх он должен выполнять свой общественный долг — способствовать благу и счастью подданных (то есть Оснельды и Хорева в первую очередь), но поскольку придворный Сталверх обвинил Хорева, Оснельду и Завлоха в заговоре и покушении на власть Кия, он стремится любой ценой сохранить её. Кий посылает Оснельде кубок с ядом; Хорев, узнав о гибели возлюбленной, кончает жизнь самоубийством.
В соответствии с эстетикой классицизма, парные конфликтные ситуации мнимы; позиция как добродетельных, так и порочных персонажей неизменна на протяжении всего действия, их выбор предрешён автором. Борьба страстей не была для Сумарокова источником действия трагедии. Движущей силой трагедии становится не столько личностный конфликт, сколько идеологический, скрытый под противостоянием добродетели и порока. Его источник коренится в одном и том же понятии власти, которое является центральным в обеих коллизиях, но интерпретируется по-разному. Истинная интерпретация принадлежит Оснельде и Хореву, ибо в их речах понятие власти тождественно разуму и самообладанию.
Трагедия, как и все последующие произведения автора, стала образцом классического стиля в русской литературе и положила начало классицистической драматургии. Пьесы П. П. Сумарокова, несмотря на то, что Пушкин называл его «несчастнейшим из подражателей», получили сценическую жизнь, продлившуюся на десятилетия.